# Campeonato Mundial de Ginástica Artística de 2002 - Resultados masculinos
Os resultados masculinos no Campeonato Mundial de Ginástica Artística de 2002 somaram dezoito medalhas nas seis provas por aparelhos disputadas.

## Resultados
| Pos.              | País           | Ginasta           | Pts   |
| ----------------- | -------------- | ----------------- | ----- |
| Medalha de ouro   | Roménia        | Marian Drăgulescu | 9,712 |
| Medalha de prata  | Espanha        | Gervasio Deferr   | 9,700 |
| Medalha de bronze | Bulgária       | Jordan Jovtchev   | 9,675 |
| 4                 | Estados Unidos | Paul Hamm         | 9,625 |
| 5                 | Brasil         | Diego Hypólito    | 9,575 |
| 6                 | Roménia        | Ioan Silviu Suciu | 9,562 |
| 6                 | Ucrânia        | Roman Zuzulia     | 9,562 |
| 8                 | China          | Yang Wei          | 8,550 |

| Pos.              | País           | Ginasta           | Pts   |
| ----------------- | -------------- | ----------------- | ----- |
| Medalha de ouro   | Roménia        | Marius Urzica     | 9,787 |
| Medalha de prata  | China          | Xiao Qin          | 9,750 |
| Medalha de bronze | Japão          | Takehiro Kashima  | 9,687 |
| 4                 | China          | Teng Haibin       | 9,662 |
| 5                 | França         | Eric Casimir      | 9,650 |
| 6                 | Rússia         | Nikolai Kriukov   | 9,625 |
| 6                 | Roménia        | Ioan Silviu Suciu | 9,625 |
| 8                 | Estados Unidos | Paul Hamm         | 9,050 |

| Pos.              | País           | Ginasta              | Pts   |
| ----------------- | -------------- | -------------------- | ----- |
| Medalha de ouro   | Hungria        | Szilveszter Csollany | 9,725 |
| Medalha de prata  | Bulgária       | Jordan Jovtchev      | 9,675 |
| Medalha de bronze | Itália         | Matteo Morandi       | 9,650 |
| 4                 | Japão          | Hiroyuki Tomita      | 9,637 |
| 4                 | Bielorrússia   | Ivan Ivankov         | 9,637 |
| 6                 | Itália         | Andrea Coppolino     | 9,625 |
| 7                 | Cazaquistão    | Timur Kurbanbayev    | 9,600 |
| 8                 | Estados Unidos | Jeffrey Johnson      | 9,550 |

| Pos.              | País        | Ginasta           | Pts   |
| ----------------- | ----------- | ----------------- | ----- |
| Medalha de ouro   | China       | Li Xiaopeng       | 9,818 |
| Medalha de prata  | Polónia     | Leszek Blanik     | 9,675 |
| Medalha de bronze | China       | Yang Wei          | 9,612 |
| 4                 | Canadá      | Kyle Shewfelt     | 9,474 |
| 5                 | França      | Benoit Caranobe   | 9,474 |
| 6                 | Cazaquistão | Yernar Yerimbetov | 9,400 |
| 7                 | Roménia     | Marian Dragulescu | 9,374 |
| 8                 | Rússia      | Robert Gal        | 9,212 |

| Pos.              | País           | Ginasta             | Pts   |
| ----------------- | -------------- | ------------------- | ----- |
| Medalha de ouro   | China          | Li Xiaopeng         | 9,812 |
| Medalha de prata  | Eslovênia      | Mitja Petkovsek     | 9,787 |
| Medalha de bronze | Rússia         | Alexei Sinkevich    | 9,712 |
| 4                 | China          | Huang Xu            | 9,612 |
| 5                 | Estados Unidos | Brett McClure       | 9,562 |
| 6                 | Geórgia        | Ilia Giorgadze      | 9,550 |
| 7                 | Espanha        | Andreu Vivo         | 9,478 |
| 8                 | Islândia       | Runar Alexandersson | 7,500 |

| Pos.             | País           | Ginasta        | Pts   |
| ---------------- | -------------- | -------------- | ----- |
| Medalha de ouro  | Grécia         | Vlasios Maras  | 9,725 |
| Medalha de prata | Eslovênia      | Aljaz Pegan    | 9,700 |
| Medalha de prata | Bielorrússia   | Ivan Ivankov   | 9,700 |
| 4                | França         | Cédric Guille  | 9,675 |
| 5                | Japão          | Isao Yoneda    | 9,662 |
| 6                | Austrália      | Philippe Rizzo | 9,650 |
| 7                | Estados Unidos | Paul Hamm      | 8,887 |
| 8                | Coreia do Sul  | Yang Tae Seok  | 5,900 |